# Atorellidae
Atorellidae is een familie van neteldieren uit de klasse van de Scyphozoa (schijfkwallen).

## Geslachten
- Atorella Vanhöffen, 1902
- Stephanoscyphus Allman, 1874